# Dorcadion paracinerarium
Dorcadion paracinerarium là một loài bọ cánh cứng trong họ Cerambycidae.